# Соборная улица (Гатчина)
Собо́рная у́лица — улица в Гатчине (Ленинградская область). Расположена в Центре города, на большей части (от проспекта 25 Октября до улицы Карла Маркса) является пешеходной зоной. Является местом проведения многих общегородских праздников, в том числе Дня города.
Улица начинается у проспекта 25 Октября, идёт на юго-восток до улицы Чехова. Образует перекрёстки с улицами: Красной, Горького, Карла Маркса, Урицкого, Володарского. Протяжённость — 1 км.

## История
Соборная является одной из старейших улиц города, образована в 1796 году. Первое её название — Малога́тчинская, связано с тем, что по ней проходила дорога в деревню Малая Гатчина. Изначально она находилась на месте Собора Святого апостола Павла. С конца XVIII века на Малогатчинской улице строились купеческие дома. Большинство из них сгорели при пожаре в 1837 году. После этого на улице стали строить каменные двухэтажные дома по проекту главного архитектора Гатчины А. М. Байкова.
В 1850-х годах деревня Малая Гатчина была перенесена, а на её месте проложена Малогатчинская улица. В 1846—1852 годах на Малогатчинской улице был построен главный храм Гатчины — Собора Святого апостола Павла. Место для его строительства было выбрано лично императором Николаем I.
В 1889 году начались работы по благоустройству улицы. В 1896 году часть улицы от проспекта 25 Октября до Павловского собора была переименована в Собо́рную. В 1899—1901 годах было построено здание церковно-приходской школы.
4 ноября 1922 года улица была переименована в Сове́тскую.
В 1996 году часть улицы от проспекта 25 Октября до улицы Карла Маркса стала пешеходной зоной. 22 апреля 1997 года ей было возвращено название Соборная.

## Известные жители
- Художник Александр Карлович Беггров в начале XX века жил в доме № 8. Об этом напоминает мемориальная доска на этом доме.
- Музыкант Милий Алексеевич Балакирев в течение ряда лет приезжал на отдых в Гатчину. Один из его адресов — дом № 25 по Соборной улице.
- Детский поэт Леонид Куликов в 1931—1941 годах жил в доме № 10 по Соборной улице.

## Предприятия и организации

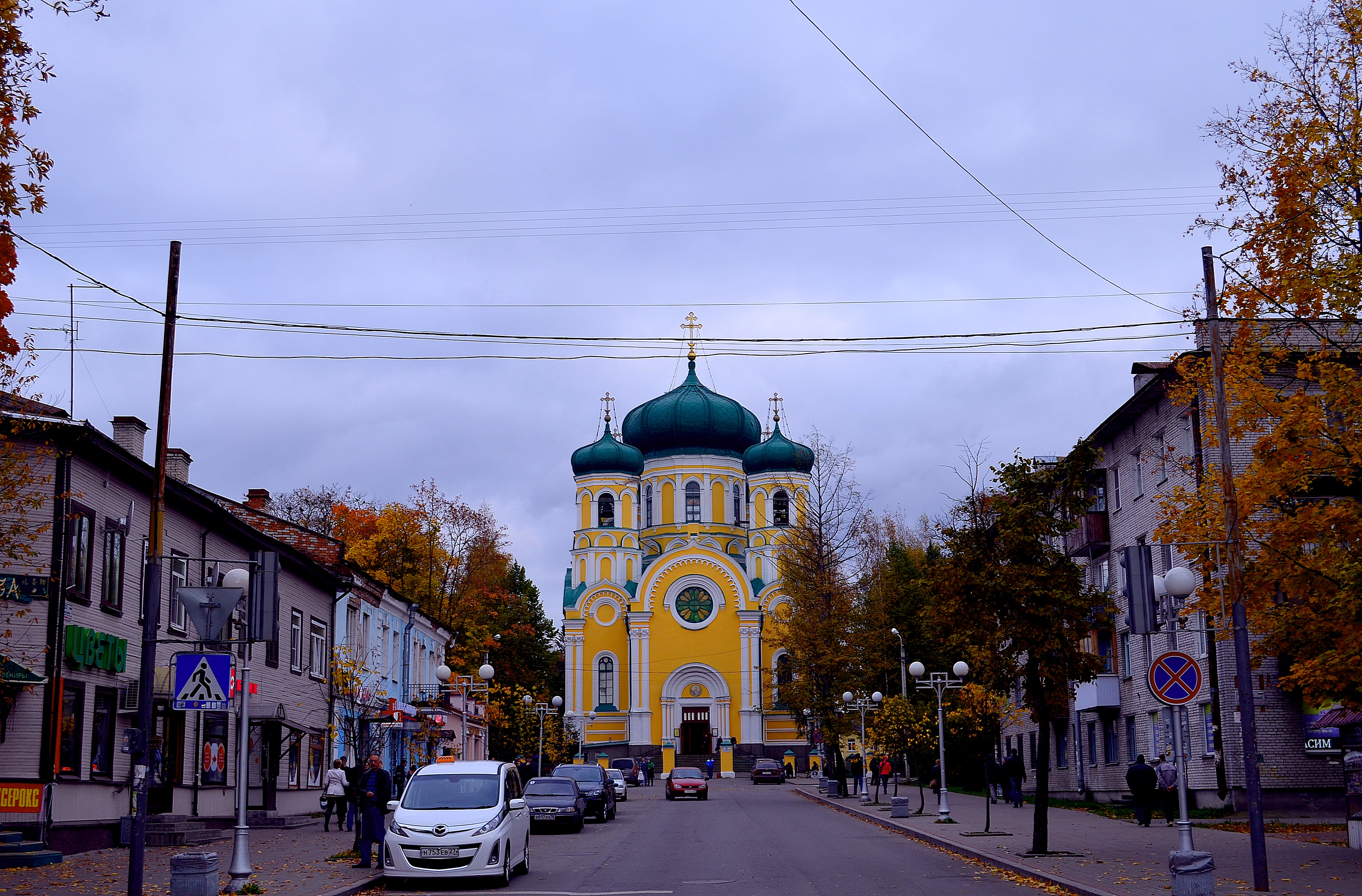
Собор апостола Павла в створе Соборной улицы

На Соборной улице расположено большое количество предприятий торговли и общественного питания, в том числе продовольственный и вещевой рынки.
Главная достопримечательность улицы — Собора Святого апостола Павла.
Из промышленных предприятий на улице находится завод «Буревестник».
Дом № 3 — «КупринЪ ЦентрЪ».
Соборная улица упоминается в рассказе Ивана Бунина «Лёгкое дыхание».